# Dairo Antonio Úsuga David
Dairo Antonio Úsuga David, dit Otoniel, né le 15 septembre 1971 à Necoclí, est un trafiquant de drogue colombien. Otoniel est le chef du clan du Golfe (connu aussi comme Los Urabeños) jusqu’à son arrestation fin 2021.
Extradé vers les États-Unis en 2022, il est condamné à 45 ans d’emprisonnement l’année suivante.

## Biographie
Né le 15 septembre 1971 à Necoclí, dans le nord-ouest de la Colombie, Dairo Antonio Úsuga David dit Otoniel est issu d'une famille paysanne modeste. 
En 1989, alors âgé de 18 ans, il s'engage dans l’Armée populaire de libération (EPL), une guérilla bien implantée dans la région qui entendait défendre les paysans pauvres face aux propriétaires terriens et au gouvernement. « Ce n'était pas un révolutionnaire. Mais il n'y avait que ça et il est parti avec eux », expliquera sa mère lors d'un entretien avec un journaliste en 2015. L'EPL signe un accord de paix avec le gouvernement deux ans plus tard, en 1991, et ses membres retournent à la vie civile. 
Otoniel rejoint en 1993 les milices d’Autodéfense paysanne de Cordoba y Uraba (ACCU), un groupe paramilitaire d'extrême-droite créé par des narcotrafiquants et propriétaires terriens pour combattre les guérillas. L'ACCU intègre ensuite les Autodéfenses unies de Colombie (AUC), qui sont démobilisées en 2006 sous la présidence d'Álvaro Uribe.
Des paramilitaires démobilisés constituent des organisations criminelles principalement dévolues au trafic de drogue, dont le Clan del Golfo, dirigé par les frères Usaga. Otoniel en prend la tête en 2012 après la mort de son frère. L'organisation est présente dans environ 300 des 1 102 municipalités de Colombie et contrôle l'exportation de drogue depuis la côte Pacifique. Le clan sous-traite une partie de ses activités à de petits gangs de rue qui se chargent pour lui du micro-trafic de drogue, d'extorsions et de meurtres par des tueurs à gages. Issue du paramilitarisme, l'organisation continue de cibler spécifiquement les partis politiques, syndicats et associations de gauche. Elle est l’une des principales responsables des assassinats sélectifs de dirigeants communautaires et sociaux, de militants politiques de gauche et de déplacements forcés de population. En octobre 2017, elle a publié un pamphlet intitulé « Plan pistolet contre l’Union patriotique » dans lequel elle menaçait de mort des membres de ce parti politique ou d'ONG.
En 2017, le Département d'État des États-Unis promet cinq millions de dollars de récompense pour sa capture.
Il est arrêté le 23 octobre 2021. Entendu à la mi-février 2022 par la Juridiction spéciale pour la paix (JEP), il aurait déclaré, selon des informations ayant fui dans les médias, avoir organisé sa reddition et avoir travaillé avec l'armée colombienne. La police interrompt l'audition, affirmant soupçonner Otoniel de préparer son évasion. Des enregistrements numériques contenant son témoignage devant la JEP sont ensuite volés.
Le 4 mai 2022 il a été extradé vers les États-Unis où il est jugé pour les crimes commis dans ce pays ; en août 2023, Otoniel est condamné à 45 ans de prison.